# Ski-Orientierungslauf-Weltmeisterschaften
Die Ski-Orientierungslauf-Weltmeisterschaften (engl. World Ski Orienteering Championships, kurz WSOC) werden vom Orientierungslauf-Weltverband (IOF) seit 1975 ausgetragen. Die Weltmeisterschaften werden alle zwei Jahre ausgetragen, wobei 1980 und 2005 hiervon abgewichen wurde.
Ursprünglich gab es nur zwei Disziplinen: einen Einzelwettkampf und eine Staffel. 1988 wurde ein Wettbewerb über die Kurzdistanz eingeführt, der mit der Einführung des Sprints 2002 zur Mitteldistanz wurde. Seit 2011 gibt es einen Wettbewerb für Mixed-Teams. Dabei laufen jeweils ein Mann und eine Frau in einer Mannschaft abwechselnd jeweils drei Runden.
Das offizielle Weltmeisterschafts-Programm sieht demnach wie folgt aus:
- Sprint,
- Mittel,
- Lang,
- Staffel (Dreier-Teams),
- Mixedteam-Staffel (Zweier-Teams).

Die Weltmeisterschaften der Junioren finden getrennt von den Aktiven statt, mehr hierüber siehe Junioren-Ski-Orientierungslauf-Weltmeisterschaften.

## Austragungsorte
| Jahr | Datum                     | Austragungsland | Austragungsort      |
| ---- | ------------------------- | --------------- | ------------------- |
| 1975 | 26. bis 28. Februar       | Finnland        | Hyvinkää            |
| 1977 | 25. bis 27. März          | Bulgarien       | Welingrad           |
| 1980 | 26. Februar bis 1. März   | Schweden        | Avesta              |
| 1982 | 8. bis 12. Februar        | Österreich      | Aigen im Ennstal    |
| 1984 | 30. Januar bis 4. Februar | Italien         | Lavarone            |
| 1986 | 19. bis 24. Februar       | Bulgarien       | Batak               |
| 1988 | 2. bis 6. März            | Finnland        | Kuopio              |
| 1990 | 1. bis 4. März            | Schweden        | Skellefteå          |
| 1992 | 28. Januar bis 5. Februar | Frankreich      | Pontarlier          |
| 1994 | 1. bis 5. Februar         | Italien         | Val di Non          |
| 1996 | 19. bis 24. Februar       | Norwegen        | Lillehammer         |
| 1998 | 19. bis 25. Januar        | Österreich      | Windischgarsten     |
| 2000 | 28. Februar bis 5. März   | Russland        | Krasnojarsk         |
| 2002 | 23. Februar bis 2. März   | Bulgarien       | Borowez             |
| 2004 | 11. bis 15. Februar       | Schweden        | Åsarna              |
| 2005 | 5. bis 12. März           | Finnland        | Levi                |
| 2007 | 23. Februar bis 3. März   | Russland        | Moskau              |
| 2009 | 3. bis 8. März            | Japan           | Rusutsu             |
| 2011 | 20. bis 28. März          | Schweden        | Tänndalen           |
| 2013 | 3. bis 11. März           | Kasachstan      | Ridder              |
| 2015 | 7. bis 15. Februar        | Norwegen        | Hamar               |
| 2017 | 6. bis 12. März           | Russland        | Krasnojarsk         |
| 2019 | 19. bis 24. März          | Schweden        | Piteå               |
| 2021 | 22. bis 28. Februar       | Estland         | Kääriku             |
| 2022 | 15. bis 19. März          | Finnland        | Kemi-Keminmaa       |
| 2024 | 21. bis 27. Jänner        | Österreich      | Ramsau am Dachstein |

## Klassik/Lang
Dieser Bewerb hieß von 1975 bis 1986 Klassikdistanz, seit 1988 Langdistanz.

### Herren
| Jahr | Gold                   | Silber            | Bronze                      | Anmerkungen         |
| ---- | ---------------------- | ----------------- | --------------------------- | ------------------- |
| 1975 | Olavi Svanberg         | Jorma Karvonen    | Heimo Taskinen              | 23,4 km, 4 Posten   |
| 1977 | Örjan Svahn            | Pekka Pökälä      | Jorma Karvonen              | 22,0 km             |
| 1980 | Pertti Tikka           | Jan-Erik Thorn    | Matti Väisänen              | 23,9 km, 9 Posten   |
| 1982 | Olavi Svanberg         | Pertti Tikka      | Sigurd Dæhli                | 20,5 km, 12 Posten  |
| 1984 | Anssi Juutilainen      | Stefan Larsson    | Pertti Tikka                | 19,6 km, 10 Posten  |
| 1986 | Claes Berglund         | Antti Juutilainen | Hannu Koppinen              | 19,1 km, 8 Posten   |
| 1988 | Anssi Juutilainen      | Hannu Koponen     | Anders Björkman             |                     |
| 1990 | Anders Björkman        | Stig Mattsson     | Vidar Benjaminsen           |                     |
| 1992 | Vidar Benjaminsen      | Vesa Mäkipää      | Iwan Kusmin                 | 25,0 km, 12 Posten  |
| 1994 | Nicolò Corradini       | Lars Lystad       | Wladislaw Kormtschikow      | 17,7 km, 14 Posten  |
| 1996 | Nicolò Corradini       | Vidar Benjaminsen | Bertil Nordqvist            | 22,0 km, 25 Posten  |
| 1998 | Wiktor Kortschagin     | Pekka Varis       | Nicolò Corradini            | 21,0 km, 16 Posten  |
| 2000 | Wladislaw Kormtschikow | Jukka Lanki       | Andrei Gruzdew              |                     |
| 2002 | Matti Keskinarkaus     | Eduard Chrennikow | Raino Pesu Bertil Nordqvist | 19,85 km, 32 Posten |
| 2004 | Eduard Chrennikow      | Tomas Löfgren     | Tommy Olsen                 | 23,23 km, 28 Posten |
| 2005 | Eduard Chrennikow      | Andrei Gruzdew    | Jukka Lanki                 | 25,5 km, 37 Posten  |
| 2007 | Eduard Chrennikow      | Kirill Weselow    | Andrei Gruzdew              | 24,81 km, 48 Posten |
| 2009 | Andrei Lamow           | Eduard Chrennikow | Olli-Markus Taivainen       |                     |
| 2011 | Andrei Grigorjew       | Staffan Tunis     | Wladimir Bartschukow        | 25,0 km, 34 Posten  |
| 2013 | Peter Arnesson         | Janne Häkkinen    | Staffan Tunis               | 26,0 km, 34 Posten  |

### Damen
| Jahr | Gold                     | Silber             | Bronze                          | Anmerkungen         |
| ---- | ------------------------ | ------------------ | ------------------------------- | ------------------- |
| 1975 | Sinikka Kukkonen         | Agneta Mansson     | Lena Samuelsson                 | 13,8 km, 2 Posten   |
| 1977 | Marianne Bogestedt       | Sonja Johannesson  | Sinikka Kukkonen                | 13,0 km             |
| 1980 | Mirja Puhakka            | Kaija Silvennoinen | Ann Larsson                     | 15,6 km, 9 Posten   |
| 1982 | Arja Hannus              | Mirja Puhakka      | Sirpa Kukkonen                  | 13,0 km, 8 Posten   |
| 1984 | Mirja Puhakka            | Lena Isaksson      | Ann Larsson                     | 14,2 km, 5 Posten   |
| 1986 | Ragnhild Bratberg        | Arja Hannus        | Virpi Juutilainen               | 12,6 km, 5 Posten   |
| 1988 | Virpi Juutilainen        | Ragnhild Bratberg  | Sirpa Kukkonen                  | 12,1 km, 6 Posten   |
| 1990 | Ragnhild Bratberg        | Arja Hannus        | Annika Zell                     | 18,95 km, 9 Posten  |
| 1992 | Annika Zell              | Mirja Ojanen       | Arja Hannus                     | 13,0 km, 8 Posten   |
| 1994 | Pepa Miluschewa          | Virpi Juutilainen  | Maret Vaher                     | 13,0 km, 13 Posten  |
| 1996 | Annika Zell              | Hilde Pedersen     | Arja Nuolioja                   | 14,0 km, 18 Posten  |
| 1998 | Liisa Anttila            | Annika Zell        | Lena Hasselstrom                | 15,6 km, 18 Posten  |
| 2000 | Arja Hannus              | Liisa Anttila      | Hanna Kosonen                   |                     |
| 2002 | Lena Hasselström         | Erja Jokinen       | Mervi Väisänen Bertil Nordqvist | 13,7 km, 22 Posten  |
| 2004 | Stine Hjermstad Kirkevik | Hannele Valkonen   | Natalia Tomilowa                | 15,94 km, 22 Posten |
| 2005 | Tatjana Wlassowa         | Natalia Tomilowa   | Olga Schewtschenko              | 18,1 km, 26 Posten  |
| 2007 | Tatjana Wlassowa         | Hannele Valkonen   | Marte Reenaas                   | 13,91 km, 31 Posten |
| 2009 | Anastasia Krawtschenko   | Barbora Chudíková  | Helene Söderlund                |                     |
| 2011 | Helene Söderlund         | Tatjana Koslowa    | Marte Reenaas                   | 18,1 km, 29 Posten  |
| 2013 | Mervi Pesu               | Tatjana Koslowa    | Tove Alexandersson              | 19,7 km, 29 Posten  |

## Kurz/Mittel
Dieser Bewerb wurde 1988 zunächst als Kurzdistanz eingeführt, seit 2002 mit der Einführung des Sprints heißt die Disziplin Mitteldistanz.

### Herren
| Jahr | Gold                         | Silber            | Bronze             | Anmerkungen         |
| ---- | ---------------------------- | ----------------- | ------------------ | ------------------- |
| 1988 | Hannu Koponen                | Vidar Benjaminsen | Anssi Juutilainen  | 9,2 km, 11 Posten   |
| 1990 | Anssi Juutilainen            | Vidar Benjaminsen | Anders Björkman    | 12,31 km, 9 Posten  |
| 1992 | Vidar Benjaminsen            | Vesa Mäkipää      | Iwan Kusmin        | 10,0 km, 12 Posten  |
| 1994 | Nicolò Corradini Iwan Kusmin |                   | Vidar Benjaminsen  | 7,7 km, 12 Posten   |
| 1996 | Björn Lans                   | Vidar Benjaminsen | Raino Pesu         | 8,0 km, 14 Posten   |
| 1998 | Raino Pesu                   | Šulčys Nerijus    | Kjetil Ulven       | 10,8 km, 23 Posten  |
| 2000 | Nicolò Corradini             | Eduard Chrennikow | Andrei Gruzdew     |                     |
| 2002 | Eduard Chrennikow            | Andrei Gruzdew    | Kjetil Ulven       | 11,2 km             |
| 2004 | Tomas Löfgren                | Tommy Olsen       | Arto Lilja         | 12,38 km, 36 Posten |
| 2005 | Ruslan Grizan Andrei Gruzdew |                   | Eduard Chrennikow  | 12,7 km, 21 Posten  |
| 2007 | Eduard Chrennikow            | Staffan Tunis     | Kirill Wesselow    | 11,48 km, 29 Posten |
| 2009 | Olli-Markus Taivainen        | Staffan Tunis     | Matti Keskinarkaus |                     |
| 2011 | Staffan Tunis                | Andrei Lamow      | Peter Arnesson     |                     |
| 2013 | Peter Arnesson               | Andrei Lamow      | Kirill Wesselow    | 10,2 km, 19 Posten  |

### Damen
| Jahr | Gold                     | Silber                          | Bronze               | Anmerkungen        |
| ---- | ------------------------ | ------------------------------- | -------------------- | ------------------ |
| 1988 | Ragnhild Bratberg        | Virpi Juutilainen               | Sirpa Kukkonen       | 6,7 km, 8 Posten   |
| 1990 | Ragnhild Bratberg        | Virpi Juutilainen               | Arja Hannus          | 9,23 km, 9 Posten  |
| 1992 | Arja Hannus              | Virpi Juutilainen               | Annika Zell          | 7,0 km, 10 Posten  |
| 1994 | Virpi Juutilainen        | Sanna Savolainen Hilde Pedersen |                      | 5,5 km, 9 Posten   |
| 1996 | Arja Nuolioja            | Annika Zell                     | Swetlana Haustowa    | 6,0 km, 12 Posten  |
| 1998 | Annika Zell              | Lena Hasselström                | Liisa Anttila        | 8,68 km, 23 Posten |
| 2000 | Tatjana Wlassowa         | Lena Hasselström                | Liisa Anttila        |                    |
| 2002 | Stina Grenholm           | Erja Jokinen                    | Lena Hasselström     | 8,4 km             |
| 2004 | Stine Hjermstad Kirkevik | Marie Lund                      | Stina Grenholm       | 9,03 km, 27 Posten |
| 2005 | Tatjana Wlassowa         | Erja Jokinen                    | Stina Grenholm       | 10,1 km, 17 Posten |
| 2007 | Tatjana Wlassowa         | Liisa Anttila                   | Natalia Tomilowa     | 7,45 km, 20 Posten |
| 2009 | Tatjana Wlassowa         | Helene Söderlund                | Josefine Engström    |                    |
| 2011 | Polina Maltschikowa      | Alena Trapeznikowa              | Stine Olsen Kirkevik |                    |
| 2013 | Anastasia Krawtschenko   | Tatjana Koslowa                 | Josefine Engström    | 8,6 km, 18 Posten  |

## Sprint
Der Sprint wurde 2002 erstmals ausgetragen.

### Herren
| Jahr | Gold                  | Silber                | Bronze         | Anmerkungen        |
| ---- | --------------------- | --------------------- | -------------- | ------------------ |
| 2002 | Andrei Gruzdew        | Wiktor Kortschagin    | Raino Pesu     | 4,2 km, 11 Posten  |
| 2004 | Eduard Chrennikow     | Bengt Leandersson     | Peter Arnesson | 3,96 km, 21 Posten |
| 2005 | Matti Keskinarkaus    | Bertil Nordqvist      | Tobias Aslund  | 3,9 km, 10 Posten  |
| 2007 | Eduard Chrennikow     | Wadim Tolstopjatow    | Staffan Tunis  | 3,84 km, 16 Posten |
| 2009 | Andrei Lamow          | Olli-Markus Taivainen | Staffan Tunis  |                    |
| 2011 | Olli-Markus Taivainen | Staffan Tunis         | Peter Arnesson |                    |
| 2013 | Peter Arnesson        | Andrei Lamow          | Kirill Weselow | 3,5 km, 13 Posten  |

### Damen
| Jahr | Gold                     | Silber           | Bronze                        | Anmerkungen        |
| ---- | ------------------------ | ---------------- | ----------------------------- | ------------------ |
| 2002 | Lena Hasselström         | Erja Jokinen     | Tatjana Wlassowa              | 3,3 km, 8 Posten   |
| 2004 | Tatjana Wlassowa         | Liisa Anttila    | Stine Hjermstad Kirkevik      | 3,48 km, 19 Posten |
| 2005 | Stine Hjermstad Kirkevik | Erja Jokinen     | Katja Rajaniemi               | 3,6 km, 10 Posten  |
| 2007 | Tatjana Wlassowa         | Olga Nowikowa    | Liisa Anttila Tatjana Koslowa | 2,79 km, 14 Posten |
| 2009 | Hannele Tonna            | Helene Söderlund | Tatjana Wlassowa              |                    |
| 2011 | Tove Alexandersson       | Helene Söderlund | Liisa Anttila                 |                    |
| 2013 | Tove Alexandersson       | Mervi Pesu       | Tatjana Koslowa               | 3,0 km, 11 Posten  |

## Staffel
Die Staffelbewerbe finden seit 1975 statt. 

### Herren
| Jahr | Gold                                                                                   | Silber                                                                           | Bronze                                                                           |
| ---- | -------------------------------------------------------------------------------------- | -------------------------------------------------------------------------------- | -------------------------------------------------------------------------------- |
| 1975 | Finnland Pekka Pökälä Heimo Taskinen Jorma Karvonen Olavi Svanberg                     | Schweden Lars-Ivan Svensson Sven-Olof Bergvall Jerker Axelsson Stefan Persson    | Schweiz Hansr. Stämpfli Res Räber Heinz Oswald Hans Gerber                       |
| 1977 | Schweden Sven-Olof Bergvall Örjan Svahn Bo Larsson Stefan Persson                      | Bulgarien Ljubomir Stojew Alexi Arisanow Ratscho Christow Iwan Nenow             | Tschechoslowakei Jan Pachner Jaroslav Kačmarčík Jiří Ticháček Jaromír Gorný      |
| 1980 | Schweden Lasse Jonsson Stefan Persson Bo Larsson Jan-Erik Thorn                        | Finnland Timo Mutikainen Matti Väisänen Olavi Svanberg Pertti Tikka              | Bulgarien Ljubormir Stojew Petar Pankow Wasil Schandurkow Iwan Nedkow            |
| 1982 | Schweden Magnus Lofsted Claes Berglund Stefan Persson Jan-Erik Thorn                   | Norwegen Finn Kinneberg Tore Sagvolden Morten Berglia Sigurd Dæhli               | Finnland Veli-Matti Pellinen Matti Väisänen Pertti Tikka Olavi Svanberg          |
| 1984 | Schweden Stefan Larsson Ove Boström Jan-Erik Thorn Claes Berglund                      | Finnland Pertti Tikka Olavi Svanberg Veli-Matti Pellinen Matti Väisänen          | Norwegen Finn Kinneberg Morten Berglia Sigurd Dæhli Vidar Benjaminsen            |
| 1986 | Norwegen Sigurd Dæhli Lars Lystad Audun Knutsen Vidar Benjaminsen                      | Bulgarien Georgi Hadschimitew Krum Sergijew Lubomir Dejanow Ignat Orlow          | Finnland Hannu Koponen Veli-Matti Pellinen Mikko Kosonen Anssi Juutilainen       |
| 1988 | Finnland Hannu Koponen Juha Kirvesniemi Mikko Kosonen Anssi Juutilainen                | Schweden Stig Mattsson Claes Berglund Anders Bjorkman Jonas Bauer                | Norwegen Kjetil Ulven Lars Lystad Erlend Slokvik Vidar Benjaminsen               |
| 1990 | Schweden Stig Mattsson Jonas Engdahl Bo Engdahl Anders Bjorkman                        | Finnland Hannu Koponen Vesa Mäkipää Risto Linnainmaa Anssi Juutilainen           | Norwegen Kjetil Ulven Harald Svergja Vidar Benjaminsen Erlend Slokvik            |
| 1992 | Finnland Eero Haapasalmi Stefan Borgman Anssi Juutilainen Vesa Mäkipää                 | Russland Wiktor Kortschagin Nikolai Bondar Wladislaw Kormschtschikow Iwan Kusmin | Norwegen Kjetil Ulven Harald Svergja Lars Lystad Vidar Benjaminsen               |
| 1994 | Norwegen Kjetil Ulven Lars Lystad Harald Svergja Vidar Benjaminsen                     | Finnland Raino Pesu Merkku Järvinen Vesa Mäkipää Anssi Juutilainen               | Russland Wiktor Kortschagin Nikolai Bondar Iwan Kusmin Wladislaw Kormschtschikow |
| 1996 | Schweden Pär-Ove Bergquist Mikael Lindmark Björn Lans Bertil Nordqvist                 | Finnland Arto Lilja Merkku Järvinen Raino Pesu Vesa Mäkipää                      | Norwegen Harald Svergja Kjetil Ulven Lars Lystad Vidar Benjaminsen               |
| 1998 | Russland Nikolai Bondar Eduard Chrennikow Wiktor Kortschagin Wladislaw Kormschtschikow | Schweden Björn Lans Mikael Lindmark Claes Turesson Bertil Nordqvist              | Finnland Jukka Lanki Matti Keskinarkaus Raino Pesu Vesa Mäkipää                  |
| 2000 | Russland Andrei Grusdew Wiktor Kortschagin Wladislaw Kormschtschikow Eduard Chrennikow | Finnland Raino Pesu Pekka Varis Jukka Lanki Matti Keskinarkaus                   | Schweden Tomas Löfgren Claes Turesson Bertil Nordqvist Björn Lans                |
| 2002 | Russland Andrei Grusdew Ruslan Grizan Wiktor Kortschagin Eduard Chrennikow             | Finnland Jukka Lanki Matti Keskinarkaus Arto Lilja Raino Pesu                    | Schweden Peter Dahlberg Claes Turesson Peter Arnesson Bertil Nordqvist           |
| 2004 | Russland Wassili Glucharjow Andrei Grusdew Ruslan Grizan Eduard Chrennikow             | Norwegen Øystein Kvaal Østerbø Anders Hauge Eivind Tonna Tommy Olsen             | Finnland Teemu Köngäs Arto lIlja Jukka Lanki Matti Keskinarkaus                  |
| 2005 | Russland Andrei Grusdew Ruslan Grizan Eduard Chrennikow                                | Finnland Jukka Lanki Arto Lilja Matti Keskinarkaus                               | Schweden Tobias Aslund Bertil Nordqvist Peter Arnesson                           |
| 2007 | Russland Andrei Grusdew Kirill Wesselow Eduard Chrennikow                              | Schweden Peter Arnesson Erik Rost Tomas Löfgren                                  | Schweiz Christian Hohl Boris Fischer Christian Spörry                            |
| 2009 | Finnland Teemu Köngäs Matti Keskinarkaus Staffan Tunis                                 | Russland Wladimir Bartschukow Andrei Grigorjew Andrei Lamow                      | Schweden Daniel Nordebo Peter Arnesson Erik Rost                                 |
| 2011 | Finnland Olli-Markus Taivainen Matti Keskinarkaus Staffan Tunis                        | Schweden Johan Granath Erik Rost Peter Arnesson                                  | Norwegen Eivind Tonna Hans Jørgen Kvåle Lars Hol Moholdt                         |
| 2013 | Russland Andrei Grigorjew Kirill Wesselow Andrei Lamow                                 | Schweden Johan Granath Martin Hammarberg Peter Arnesson                          | Finnland Ville-Petteri Saarela Hannu-Pekka Pukema Staffan Tunis                  |

### Damen
| Jahr | Gold                                                             | Silber                                                               | Bronze                                                              |
| ---- | ---------------------------------------------------------------- | -------------------------------------------------------------------- | ------------------------------------------------------------------- |
| 1975 | Finnland Raili Sallinen Aila Flöjt Sinikka Kukkonen              | Schweden Lena Samuelsson Agneta Månsson Marianne Bogestedt           | Vereinigtes Königreich Patricia Murphy Isobel Inglis Frances Murray |
| 1977 | Schweden Kaija Halonen Aila Flöjt Sinikka Kukkonen               | Schweden Marianne Bogestedt Sonja Johannesson Susanne Lindgren       | Tschechoslowakei Dana Tichakova Renata Vlachova Anna Handzlova      |
| 1980 | Finnland Mirja Puhakka Kaija Silvennoinen Sinikka Kukkonen       | Schweden Ulla Klingström Marianne Bogestedt Ann Larsson              | Tschechoslowakei Dana Tichakova Anna Gavendova Svatana Novakova     |
| 1982 | Schweden Ulla Klingström Susanne Lindgren Arja Hannus            | Finnland Sinikka Kukkonen Sirpa Kukkonen Mirja Puhakka               | Norwegen Ranveig Narbuvold Sidsel Owren Toril Hallan                |
| 1984 | Schweden Marie Gustafsson Ann Larsson Lena Isaksson              | Finnland Irmeli Peltola Kaija Silvennoinen Mirja Puhakka             | Bulgarien Marinella Dossewa Pepa Miluschewa Gjulka Miluschewa       |
| 1986 | Norwegen Toril Hallan Ellen Olsvik Ragnhild Bratberg             | Schweden Ulla Klingström Annika Zell Arja Hannus                     | Bulgarien Marinella Orolowa Dimitrinka Kristowa Pepa Miluschewa     |
| 1988 | Finnland Sirpa Kukkonen Anne Benjaminsen Virpi Juutilainen       | Norwegen Anne Svingheim Toril Hallan Ragnhild Bratberg               | Schweden Ann-Charlotte Carlsson Arja Hannus Maria Bergfält          |
| 1990 | Finnland Riitta Karjalainen Mirja Linnainmaa Virpi Juutilainen   | Schweden Lena Hasselström Annika Zell Arja Hannus                    | Norwegen Anne Svingheim Kristina Tollefsen Ragnhild Bratberg        |
| 1992 | Schweden Ann-Charlotte Carlsson Annika Zell Arja Hannus          | Finnland Riita Karjalainen Mirja Ojanen Virpi Juutilainen            | Norwegen Anne-Marit Korsvold Kristine Ödegaard Hilde Gjermundshaug  |
| 1994 | Schweden Ann-Charlotte Carlsson Annika Zell Lena Hasselström     | Norwegen Anne-Marit Korsvold Valborg Madslien Hilde G. Pedersen      | Finnland Arja Nuolioja Sanna Savolainen Virpi Juutilainen           |
| 1996 | Schweden Ann-Charlotte Carlsson Erica Johansson Annika Zell      | Russland Jekaterina Petrowa Natalia Frei Swetlana Haustowa           | Finnland Terhi Holster Virpi Juutilainen Arja Nuolioja              |
| 1998 | Finnland Mervi Anttila Terhi Holster Liisa Anttila               | Schweden Annika Zell Arja Hannus Lena Hasselström                    | Norwegen Hanne Sletner Valborg Madslien Hilde G. Pedersen           |
| 2000 | Finnland Mervi Anttila Hanna Kosonen Liisa Anttila               | Schweden Annika Zell Arja Hannus Lena Hasselström                    | Russland Irina Onischtschenko Tatjana Wlassowa Swetlana Haustowa    |
| 2002 | Russland Irina Onischtschenko Natalia Tomilowa Tatjana Wlassowa  | Schweden Stina Grenholm Ida Wikström Lena Hasselström                | Finnland Salla Lehto Katja Rajaniemi Erja Jokinen                   |
| 2004 | Finnland Hannele Valkonen Erja Jokinen Liisa Anttila             | Russland Irina Onischtschenko Tatjana Wlassowa Natalia Tomilowa      | Schweden Ida Wikström-Holmgren Marie Lund Stina Grenholm            |
| 2005 | Norwegen Kjersti Reenaas Marte Reenaas Stine Hjermstad-Kirkevik  | Schweden Marie Lund Ingela Jönsson Stina Grenholm                    | Finnland Hannele Valkonen Erja Jokinen Liisa Anttila                |
| 2007 | Russland Olga Schewtschenko Natalja Tomilowa Tatjana Wlassowa    | Finnland Hannele Valkonen Erja Jokinen Liisa Anttila                 | Schweden Asa Zetterberg-Eriksson Anna Holmgren Erica Johansson      |
| 2009 | Schweden Marie Ohlsson Josefine Engström Helene Söderlund        | Russland Anastasia Krawtschenko Polina Maltschikowa Tatjana Wlassowa | Tschechien Helena Randáková Simona Karochová Barbora Chudíková      |
| 2011 | Russland Aljona Trapeznikowa Tatjana Koslowa Polina Maltschikowa | Norwegen Barbro Kvåle Stine Olsen Kirkevik Marte Reenaas             | Finnland Marjut Turunen Liisa Anttila Hannele Tonna                 |
| 2013 | Russland Anastasia Krawtschenko Julia Tarasenko Tatjana Koslowa  | Schweden Magdalena Olsson Josefine Engström Tove Alexandersson       | Finnland Milka Leppäsalmi Marjut Turunen Mervi Pesu                 |

## Mixed-Team
Dieser Bewerb wird seit 2011 veranstaltet.
| Jahr | Gold                                          | Silber                                   | Bronze                                                    |
| ---- | --------------------------------------------- | ---------------------------------------- | --------------------------------------------------------- |
| 2011 | Russland Andrei Grigorjew Polina Maltschikowa | Schweden Peter Arnesson Helene Söderlund | Finnland Matti Keskinarkaus Liisa Anttila                 |
| 2013 | Schweden Tove Alexandersson Peter Arnesson    | Finnland Mervi Pesu Staffan Tunis        | Bulgarien Antonija Grigorowa-Burgowa Stanimir Belomaschew |